# یواس‌اس اسکالپین (اس‌اس-۴۹۴)
یواس‌اس اسکالپین (اس‌اس-۴۹۴) (به انگلیسی: USS Sculpin (SS-494)) یک زیردریایی بود که طول آن ۳۱۱ فوت ۸ اینچ (۹۵٫۰۰ متر) بود.